# Storo
Storo là một đô thị ở tỉnh Trento ở vùng Trentino-Alto Adige/Südtirol của Ý, tọa lạc cách 50 km về phía tây nam của Trento. Tại thời điểm ngày 31 tháng 12 năm 2004, đô thị này có dân số 4.554 người và diện tích là 62,9 km².
Đô thị Storo có các frazioni (đơn vị trực thuộc, chủ yếu là các làng) Darzo, Lodrone and Riccomassimo.
Storo giáp các đô thị: Condino, Bagolino, Brione, Tiarno di Sopra và Bondone.